# Campionato europeo femminile under 19 di pallavolo 2002
Il Campionato europeo femminile under 19 di pallavolo 2002 si è svolto dal 17 al 25 agosto 2002 a Zagabria, in Croazia. Al torneo hanno partecipato 12 squadre nazionali europee e la vittoria finale è andata per la prima volta alla Polonia.

## Qualificazioni
Hanno partecipato al campionato europeo juniores la nazionale del paese ospitante, le prime tre squadre classificate al campionato europeo juniores 2000 e otto squadre provenienti dai gironi di qualificazioni.

## Gironi
Dopo la prima fase a gironi, le prime due classificate di ogni girone hanno acceduto alle semifinali per il primo posto, la terza e la quarta classificata di ogni girone hanno acceduto alle semifinali per il quinto posto e le ultime due classificate di ogni girone hanno acceduto alle semifinali per il nono posto.
| Girone A                                           | Girone B                                               |
| -------------------------------------------------- | ------------------------------------------------------ |
| Bielorussia Croazia Italia Russia Ucraina Ungheria | Francia Germania Paesi Bassi Polonia Rep. Ceca Francia |

## Fase finale

### Finali 1º e 3º posto
|  | Semifinali  | Semifinali  | Semifinali |         |         | 1º/2º posto | 1º/2º posto | 1º/2º posto |  |
|  |             |             |            |         |         |             |             |             |  |
|  | Ucraina     | Ucraina     | 3          |         |         |             |             |             |  |
|  | Ucraina     | Ucraina     | 3          |         |         |             |             |             |  |
|  | Paesi Bassi | Paesi Bassi | 0          |         |         |             |             |             |  |
|  | Paesi Bassi | Paesi Bassi | 0          |         | Polonia | Polonia     | 0           |             |  |
|  |             |             |            |         | Polonia | Polonia     | 0           |             |  |
|  |             |             | Ucraina    | Ucraina | 3       |             |             |             |  |
|  | Bielorussia | Bielorussia | Ucraina    | Ucraina | 3       | 2           |             |             |  |
|  | Bielorussia | Bielorussia |            |         |         | 2           |             |             |  |
|  | Polonia     | Polonia     | 3          |         |         | 3º/4º posto | 3º/4º posto | 3º/4º posto |  |
|  | Polonia     | Polonia     | 3          |         |         |             |             |             |  |
|  |             |             |            |         |         |             |             |             |  |
|  |             |             |            |         |         | Paesi Bassi | Paesi Bassi | 0           |  |
|  |             |             |            |         |         | Paesi Bassi | Paesi Bassi | 0           |  |
|  |             |             |            |         |         | Bielorussia | Bielorussia | 3           |  |

### Finali 5º e 7º posto
|  | Semifinali | Semifinali | Semifinali |        |         | 5º/6º posto | 5º/6º posto | 5º/6º posto |  |
|  |            |            |            |        |         |             |             |             |  |
|  | Italia     | Italia     | 2          |        |         |             |             |             |  |
|  | Italia     | Italia     | 2          |        |         |             |             |             |  |
|  | Turchia    | Turchia    | 3          |        |         |             |             |             |  |
|  | Turchia    | Turchia    | 3          |        | Turchia | Turchia     | 3           |             |  |
|  |            |            |            |        | Turchia | Turchia     | 3           |             |  |
|  |            |            | Russia     | Russia | 0       |             |             |             |  |
|  | Russia     | Russia     | Russia     | Russia | 0       | 3           |             |             |  |
|  | Russia     | Russia     |            |        |         | 3           |             |             |  |
|  | Germania   | Germania   | 1          |        |         | 7º/8º posto | 7º/8º posto | 7º/8º posto |  |
|  | Germania   | Germania   | 1          |        |         |             |             |             |  |
|  |            |            |            |        |         |             |             |             |  |
|  |            |            |            |        |         | Italia      | Italia      | 3           |  |
|  |            |            |            |        |         | Italia      | Italia      | 3           |  |
|  |            |            |            |        |         | Germania    | Germania    | 0           |  |

### Finali 9º e 11º posto
|  | Semifinali | Semifinali | Semifinali |           |         | 9º/10º posto  | 9º/10º posto  | 9º/10º posto  |  |
|  |            |            |            |           |         |               |               |               |  |
|  | Croazia    | Croazia    | 1          |           |         |               |               |               |  |
|  | Croazia    | Croazia    | 1          |           |         |               |               |               |  |
|  | Francia    | Francia    | 3          |           |         |               |               |               |  |
|  | Francia    | Francia    | 3          |           | Francia | Francia       | 3             |               |  |
|  |            |            |            |           | Francia | Francia       | 3             |               |  |
|  |            |            | Rep. Ceca  | Rep. Ceca | 0       |               |               |               |  |
|  | Ungheria   | Ungheria   | Rep. Ceca  | Rep. Ceca | 0       | 1             |               |               |  |
|  | Ungheria   | Ungheria   |            |           |         | 1             |               |               |  |
|  | Rep. Ceca  | Rep. Ceca  | 3          |           |         | 11º/12º posto | 11º/12º posto | 11º/12º posto |  |
|  | Rep. Ceca  | Rep. Ceca  | 3          |           |         |               |               |               |  |
|  |            |            |            |           |         |               |               |               |  |
|  |            |            |            |           |         | Croazia       | Croazia       | 3             |  |
|  |            |            |            |           |         | Croazia       | Croazia       | 3             |  |
|  |            |            |            |           |         | Ungheria      | Ungheria      | 0             |  |

## Classifica finale
| Classifica | Squadre     | Qualificazione                   |
| ---------- | ----------- | -------------------------------- |
|            | Polonia     | Campionato europeo juniores 2004 |
|            | Ucraina     | Campionato europeo juniores 2004 |
|            | Bielorussia | Campionato europeo juniores 2004 |
| 4          | Paesi Bassi |                                  |
| 5          | Turchia     |                                  |
| 6          | Russia      |                                  |
| 7          | Italia      |                                  |
| 8          | Germania    |                                  |
| 9          | Francia     |                                  |
| 10         | Rep. Ceca   |                                  |
| 11         | Croazia     |                                  |
| 12         | Ungheria    |                                  |